# Parsonsia wildensis
Parsonsia wildensis är en oleanderväxtart som beskrevs av J.B. Williams. Parsonsia wildensis ingår i släktet Parsonsia och familjen oleanderväxter. Inga underarter finns listade i Catalogue of Life.